# Pentedattilo
Pentedattilo (tal. još i Pentidattilo / kalabrijski grčki: Pentadàktilo) je drevno i nekoć napušteno naselje u južnotalijanskoj pokrajini Reggio Calabria u općini Melito di Porto Salvo. Sve do 1811. to je naselje bilo samostalna općina.

## Povijest
Pentedattilo se nalazi 250 metara iznad razine mora. Naselje je sagrađeno oko 640. godine pr. Kr. na brdu Kalvarija (tal. Monte Calvario) podno karakteristične stijene koja podsjeća na divovsku ruku s pet prstiju, po kojoj je i dobilo ime (od grč.: penta daktylos = pet prstiju). Iz mjesta se pruža prekrasan pogled na Jonsko more, obližnju Siciliju i vulkan Etnu. U početku je Pentedattilo bio kolonija Halkide: tijekom grčke kolonizacije južne Italije (v. Magna Graecia) i u razdoblju Rimske Republike bio je značajno političko, gospodarsko, vojno i vjersko središte. U doba Bizanta gubi dotadašnji značaj: nekoliko puta pljačkali su ga i opustošili Saraceni, a kasnije i vojvoda od Kalabrije (tal. Duca di Calabria). U 12. stoljeću osvajaju ga Normani, a kralj Ruggero I di Sicilia (tal. Ruggero d’Altavilla; franc. Roger de Hauteville) daje Pentadattilo – zajedno s općinama Capo D’Armi, Condofuri i Montebello Ionico – u posjed vlastelinskoj obitelji Abenavoli. Feudalna hegemonija obitelji Abenavoli je s vremenom oslabila, pa je vlast nad spomenutim općinama pripala plemićkoj obitelji Francoperta iz Reggio Calabrije. Sveto kraljevsko vijeće (tal. Sacro Regio Consiglio) Napuljskoga Kraljevstva je 1589. zbog novčanih dugovanja te posjede oduzelo Giovanniju Francoperti i na dražbi ih, zajedno s plemićkim naslovom, za 15.180 dukata prodalo obitelji Alberti. Albertijevi su vladali Pentedattilom sve do 1760., kada su posjedi prodani Clementeu, markizu komune San Luca. Godine 1823. vlast nad posjedima preuzima obitelj Ramirez.
Pentedattilo je teško stradao u potresu 1783., ali i u potresima koji su ga zadesili 1908. i 1917. Zbog tih prirodnih katastrofa, koje su ugrozile strukturu stijena iznad naselja, stanovnici Pentedattila su do sredine 1960-ih sasvim napustili svoje domove i preselili koji kilometar nizvodno, prema obližnjoj općini Melito di Porto Salvo. Sve do ranih 1980-ih Pentedattilo je bio grad duhova: tada su ga ponovno otkrili mladi i pustolovni članovi mnogih kulturnih udruga, koji su ga svojim dobrovoljnim radom i aktivnostima polako počeli obnavljati. Zahvaljujući njihovoj viziji, strasti i predanosti, obnovljena je i crkva Sv. Petra i Pavla.
Od 1997. u Pentedattilu se svakoga ljeta održava glazbeno-folklorni festival Paleariza, koji promiče povijesne vrijednosti i naslijeđe helenističke kulture u tom dijelu Kalabrije. Od 2006. svake se godine krajem kolovoza i početkom rujna održava i međunarodni festival kratkometražnoga filma, kojem posebnu čar daje i pomalo mističan krajolik Pentedattila.

## Priče i legende
U drugoj polovici 17. stoljeća Pentedattilo je bio poprište okrutnoga zločina poznatog i kao pokolj Albertijevih. Talijanski pisac i publicist Andrea Cantadori o tom je zločinu pisao u svojem povijesnom romanu La tragedia di Pentidattilo. Tragična priča o strasti, ljubavnoj opsesiji i dugogodišnjem rivalstvu plemićkih obitelji Alberti i Abenavoli postala je tijekom vremena izvor mnogobrojnih legenda. Jedna od njih spominje »ogromnu ruku koja će smlaviti ljude i tako kazniti njihovu neutaživu žeđ za krvlju«. Druga pak pet stijena iznad Pentedattila opisuje kao »okrvavljene prste na ruci baruna Abenavolija« (zato litice iznad Pentedattila i danas često nazivaju »đavoljom rukom«).
Još jedna legenda spominje da »katkada noću, zimi – dok vjetar silovito vije planinskim klancima Pentedattila – još uvijek možete čuti zastrašujući krik markiza Lorenza Albertija«.

## Galerija
- Pogled na Pentedattilo
- Pogled s ruševina dvorca prema moru
- Pentedattilo: zvonik crkve Sv. Petra i Pavla
- Pentedattilo: unutrašnjost crkve Sv. Petra i Pavla

## Vanjske poveznice

### Sestrinski projekti
|  | Zajednički poslužitelj ima još gradiva o temi Pentedattilo |

### Mrežna sjedišta
- www.pentedattilo.info – L'associazione pro-Pentedattilo (službene stranice)  Arhivirana inačica izvorne stranice od 2. kolovoza 2013. (Wayback Machine) (tal.)
- www.italiaperduta.com – Chiara Salvadori: »Pentedattilo: La mano del Diavolo«  Arhivirana inačica izvorne stranice od 26. veljače 2013. (Wayback Machine) (tal.)
- Italian Ways: Pentedattilo, Legend and Life (fotografije Antonia Violia)  Arhivirana inačica izvorne stranice od 5. ožujka 2021. (Wayback Machine) (engl.)
- Pentedattilo Film Festival (tal.)